# 快速動眼期
快速動眼期（英語：rapid eye movement，REM）是动物睡眠的一个階段，又称快速动眼睡眠。在此睡眠阶段中，眼球會快速移動，同时身体肌肉放松。快速眼动睡眠也被称作异相睡眠（paradoxical sleep, PS）或者去同步睡眠（desynchronized sleep），因为在這個階段，大腦的神經元的活動與清醒的時候相同，呈现快速、低电压去同步化的脑电波。控制REM睡眠的电化学活动似乎源于脑干，其特征为大量的神经递质乙酰胆碱，同时伴随着单胺类神经递质，包括組織胺、血清素和去甲肾上腺素的几乎完全消失。多數在醒來後能夠回憶得栩栩如生的夢都是在REM睡眠發生的。
由於REM睡眠在生理學上與其他睡眠階段極為不同，因此REM以外的睡眠階段被稱為「非REM睡眠」（NREM）。在一个睡眠週期中，REM睡眠和非REM睡眠會交替出現，对于成人来说这个过程大约持续90分钟。随着睡眠週期的继续，REM睡眠所佔的比例逐渐增加。在向REM睡眠过渡期间，会发生显著的生理变化，首先会出现称作PGO波的源于脑干的电脉冲。在REM睡眠期间，机体会偏离平衡态，呼吸、体温调节和循环系统都会有大幅波动，这样的情況在其他睡眠相或者清醒时不会出现。身体会突然失去肌肉张力，这个现象被称为「REM肌肉麻痹」（REM Atonia）。
在1953年，欧根·阿瑟林斯基與纳瑟尼尔·克莱特曼發現做夢與REM睡眠之間的聯繫，其后威廉·德门特和米歇尔·朱维特等人作进一步研究。关于REM睡眠，进行过许多类似这样的实验：若測试者一进入REM睡眠状态後就立即被唤醒，会进入一种被称为“REM睡眠剥夺”的状态。如果之后測试者获准正常睡眠，会出现REM睡眠反弹。神经外科、化学注射、脑电图、正电子发射计算机断层扫描等技术，以及做梦者醒来的报告，都在研究这个睡眠相的时候得到使用。

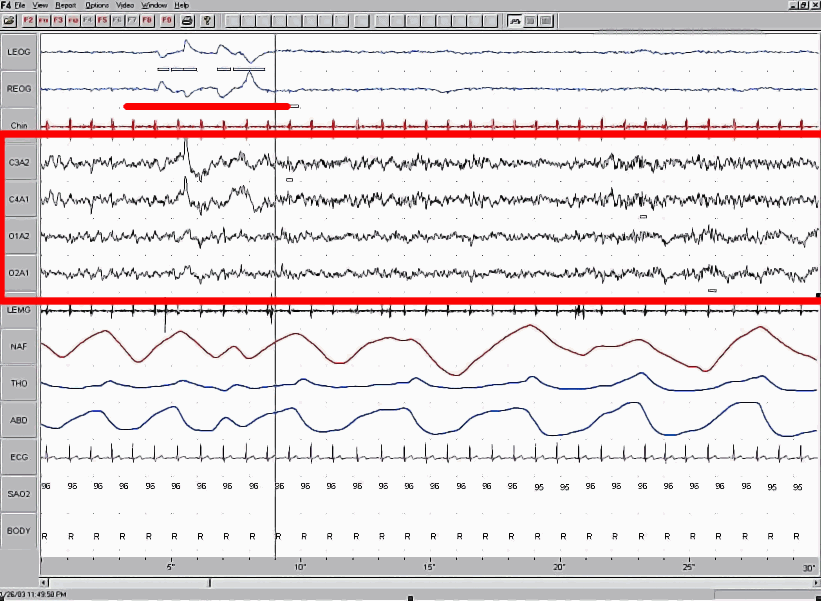
多型態睡眠評估，有關REM睡眠的紀錄。以紅方框突出顯示腦電圖，眼球的運動則以紅線表示。

## 生理學上的REM睡眠

### 大脑

#### 脑电活动
REM睡眠是一种“异相的”睡眠，因为它和清醒状态很相似。虽然身体处于麻痹状态，但是脑部在某些方面却很像處於清醒状态。REM睡眠期间的脑电图常常会显示较快、去同步、低振幅的脑电波（神经振荡），与深度睡眠时的Delta波不同，更类似于清醒状态下的图样。其中一个很重要的成分，是海马迴中的θ节律。大脑皮质表现出和清醒时类似的40-60 Hz的γ波。在清醒和异相睡眠期间，脑皮质和丘脑的神经元状态都会比深度睡眠期间更加去极化，也就是说更容易被激发。在REM睡眠期间，特别是在清醒梦期间，脑的左右半球之间的联系会更多。
进入REM睡眠的过程伴随着PGO（脑桥-膝状体-枕叶）波，它源于脑干的电活动激发。在深度睡眠向异相睡眠过渡期间，每6秒钟就会有一次群发性的PGO波出现，这个状态会持续1-2分钟。在到达视觉皮层时，波动的振幅最大，是“快速眼动”的原因之一。
通过氧和葡萄糖的代谢来衡量REM睡眠期间脑部消耗的能量，会发现它等于或超过清醒时的能量消耗。与之相比，非睡眠的能耗要低11-40%。

#### 脑化学活动
和慢波睡眠相比，异相睡眠和清醒状态一样都伴随着神经递质乙酰胆碱的大量利用，会导致较快的脑波。与此同时，单胺类神经递质，包括組織胺、血清素和去甲肾上腺素则几乎完全消失。注射乙酰胆碱酯酶抑制剂可以提高乙酰胆碱的有效含量，能够诱使已经进入慢波睡眠状态的人或动物进入REM睡眠。而在神经元中模拟乙酰胆碱作用的卡巴胆碱也可以起到类似的作用。对于清醒状态下的人来说，只有在单胺类神经递质耗尽時注射乙酰膽鹼酯酶抑制劑，才会产生异相睡眠。
另外两种神经递质，食欲素和γ-氨基丁酸，可以增进清醒状态，抑制异相睡眠，在深度睡眠期间它的量会减少。
和脑电活动骤然变化的模式不同，脑中的化学活动表现为连续的週期性摆动。

#### 脑干的活动
REM睡眠中的神经活动似乎都是源于脑干，特别是桥被盖和蓝斑核。根据罗伯特·麦卡利和阿伦·霍布森于1975-1977年提出的活化-整合假说，脑干中存在着控制REM睡眠的神经元通路“REM开启”和“REM关闭”。REM开启神经元是胆碱能神经元（也就是以乙酰胆碱为递质的神经元），而REM关闭神经元会活化血清素与去甲肾上腺素，可以从其他方面抑制REM睡眠。麦卡利和霍布森认为，REM开启神经元会激发REM关闭神经元，形成REM和非REM睡眠之间的循环机制。他们使用洛特卡－沃尔泰拉方程来描述这样的拮抗循环关系。Kayuza Sakai和Michel Jouvet于1981年在此基础上建立了类似的模型。虽然在清醒和REM睡眠期间的皮质都会出现乙酰胆碱，但是REM睡眠期间，脑干的乙酰胆碱的浓度要更高一些。而食欲素和γ-胺基丁酸的减少可能会导致其他兴奋型神经递质的消失。
在1990年代使用正电子发射计算机断层扫描进行的研究中，证实了脑干的作用，同时表明前脑中的边缘系统和旁边缘皮层，也就是和情绪相关的区域，会比其他区域更活跃。在REM睡眠中激发的区域，和非REM睡眠中激发的区域大致互补。

### 眼球的运动
“快速眼动期”中，大部分的眼球运动其实都比清醒時运动得要慢。它们持续的时间也较短，会更经常地转一圈之后转回运动的起点。在REM睡眠期间，每分钟大约会这样转7圈。在慢波睡眠中，两只眼球可以分别转动，但是在异相睡眠中眼球是协同运动的。眼球的运动随着来自脑干的PGO波产生。眼球运动可能与梦中所见到的视觉景象有关，但是还无法建立它们之间的直接联系。也有过这样的例子，先天盲人的梦中并没有明显的视觉图像，但是在REM睡眠中仍然会有眼球运动。

### 循环系统、呼吸和体温调节
总的来说，身体在异相睡眠过程中暂停了内稳态。心率、心室压、心脏输出、动脉血压和呼吸率都在进入REM睡眠时迅速地变得不规律。呼吸反射，例如对缺氧的反应一般会减弱。大脑对呼吸的控制减弱：和清醒状态与非REM睡眠状态不同，对脑内和呼吸相关的区域进行电刺激，不会对肺部活动产生影响。心率和动脉血压的波动，表现出和PGO波、快速眼动以及呼吸的颤动或迅速改变同步。
阴茎的勃起（称作夜间阴茎勃起，简称NPT）通常会在人和鼠的REM睡眠階段出现。如果男性在清醒时有勃起功能障碍（ED），但是在REM睡眠期间出现了NPT，则说明他的ED是心理而非生理原因。对于女性来说，阴蒂的勃起（夜间阴蒂勃起，简称NCT）导致阴蒂增大，伴随着阴道充血和分泌液体。通常在一夜的睡眠中，阴茎或者阴蒂勃起的时间在1小时到3.5小时之间。
在REM睡眠期间体温调节变得紊乱，所以机体对于超出它们的熱中性區（英語：Thermal neutral zone, TNZ）的温度变得更敏感。猫和其他有毛皮的哺乳类动物在非REM睡眠中会通过颤抖和急促呼吸来调节体温，但是在REM睡眠中不会。随着肌肉放鬆，动物失去了通过肌肉运动来调节体温的能力。（不仅如此，即便是因为脑桥损伤而失去了在REM睡眠期间肌肉麻痹能力的猫，也不会通过颤抖来调节体温）在非REM睡眠或者清醒状态时会因为低温而激活，开启中性体温调节机制的神经元，在REM睡眠期间則不会。
正是因为如此，过热或者过冷的环境也会导致REM睡眠，以及整个睡眠时间的缩短。换句话说，如果在深度睡眠相结束时，机体的温度感应机制监测到温度超出或者低于熱中性區，就不会进入异相睡眠状态，以免温度调节机制的失效会导致体温超过或者低于应有的范围。可以通过人工加热脑部来“骗过”这个机制。

### 肌肉
REM肌肉麻痹由运动神经元的抑制引起，会导致身体近乎全面瘫痪状态。当身体进入REM睡眠时，全身的运动神经元进入超极化状态，本来为负的膜电位会增加2-10毫伏，相当于提高了激发阈值，需要更强的刺激才能激发它们。肌肉的抑制可能是因为单胺类神经递质的消失，脑干中乙酰胆碱的增加，或者是清醒状态下的肌肉抑制机制。位于脑桥和脊髓之间的延髓，似乎有能力导致全身的肌肉抑制。但是一些局部的肌肉颤动和反射还是会存在。
REM肌肉麻痹的缺失会导致REM睡眠行为障碍，患者的身体会将他们的梦境表现出来。（另一种对二者关系的解释是，睡眠中的人会“梦到他们身体的动作”，因为发往肌肉的指令先于意识中的图像。这个解释也可以适用于正常的睡眠者，他们会试图控制被抑制的肌肉。）（注意通常的梦游症发生在慢波睡眠期间。）反之，发作性嗜睡病表现为过量、无用的REM肌肉麻痹，也即是清醒时发生的猝倒症状和白日过度嗜睡，进入慢波睡眠前的临睡幻觉，或者清醒时的睡眠瘫痪症。包括抑郁症在内的其他精神疾病，也会导致REM睡眠的占比变化。罹患睡眠相关症状的病人，通常会通过多导睡眠图进行评估。
REM睡眠中骨骼肌的运动抑制，膈肌和胸骨旁肌作为呼吸肌维持基本活动，且呼吸肌阶段性增强，与呼吸频率及呼吸幅度增加相关 。REM睡眠期间的上呼吸道更僵硬且顺应性更低，这种可能差异继发于REM和NREM之间的上气道血管灌注差异。
动物的脑桥损伤会导致肌肉麻痹失效，可以功能性地引发“REM睡眠行为障碍”。

## 心理学上的REM睡眠

### 梦
从REM睡眠的发现开始，它就和梦紧密联系在一起。唤醒正在经历REM睡眠的人，是实验中获得梦境报告的常用方法；在这个过程中，80%的神经典型者会给出有关梦境的报告。从REM睡眠中醒来的人，给出的梦境报告更加有故事性，并且对于梦中时间的估算也比实际时间更长。清醒梦在REM睡眠中要更常见得多（事实上它可以被看做REM睡眠和清醒状态中某些要素的混合状态）。在REM睡眠期间发生的精神事件也带有梦的烙印，包括叙事结构、信念（和清醒状态类似的经验），以及各种直觉主题的混合。
REM睡眠可以被分为相性的（Phasic）和张性的（Tonic）两个部分。张性REM依靠脑的theta节律来识别，而相性REM依靠PGO波和较快的眼球运动识别。在相性REM睡眠中，外界的刺激被深度抑制，最近的研究表明睡眠者在相性REM睡眠期间比慢波睡眠期间更难唤醒。麦卡利和霍布森提出，在“相性”REM（phasic REM）睡眠期间的PGO波特性可能会向视觉皮层和前脑提供电刺激，于是产生了梦境中的那些幻视部分。然而，比起张性REM睡眠（Tonic REM）中醒来的人，从相性REM睡眠中醒来并不会经历更古怪的梦境。还有一种可能性，在REM睡眠的这两个相之中感觉刺激阈值较高的相里，脑会在非现实和古怪的想法中走得更远。
也有一些梦是出现在非REM睡眠期间。“轻度睡眠者”（light sleepers）在第2阶段的非REM睡眠时会做梦，但是“深度睡眠者”（deep sleepers）如果在这个阶段醒来，会报告说正在“思考”，而不是在“做梦”。这些试图解开“梦境为何这样奇怪”的科学研究，似乎得出的结论是“清醒状态下的思考就是如此古怪”，特别是在感觉剥夺的条件下。因为REM睡眠和梦的联系，许多研究者曾经努力地提高它相对于非REM睡眠的重要性。作为神经研究中重要部分的REM睡眠，如果它本身并不导致做梦，那么整个关于梦的神经生物学可能都需要重新审视自身了。然而，一些异相睡眠的资深研究者（Dement, Hobson, Jouvet）仍然抗拒这些把REM睡眠和做梦分开考虑的尝试。

### 创造力
从REM睡眠中醒来后，脑似乎进入了“超敏感”状态：更容易接受语义启动；在易位构词游戏和其他创造性的解题游戏中，从REM睡眠中醒来的人会获得较好的成绩。
REM睡眠会对创造力的发挥产生帮助，将各种碎片元素整合成有用的结果。这个过程在REM睡眠时比非REM睡眠时更有效。比起记忆过程本身，创造力的提高更多应该归功于胆碱能的和去甲肾上腺素的神经调节。海马体高水平的乙酰胆碱会阻止从海马体到新皮质的反馈，而新皮质较低的乙酰胆碱和去甲肾上腺素水平，会导致不受控制的相关活动在新皮质区域扩散。与之相反，在意识清醒时，高水平的乙酰胆碱和去甲肾上腺素会抑制新皮质中的重复联接。REM睡眠增进创造力的机制是：允许新皮层的结构在层级之间重新组织，使得从海马体发送来的信息可以根据先前的语义叙述或者印象重新得到解释。

## 时间节律

睡眠图（睡眠时的脑电图）显示了睡眠週期中逐渐增加的REM睡眠。

在一个睡眠的“超日节律”（週期短于一日的节律）中，身体经历了深度睡眠和异相睡眠的交替。而睡眠本身，属于更大的昼夜节律的一部分，由生物钟负责调控睡眠和其他的生理指标。睡眠可能分散在一天的不同时间，也可能集中在一段时间：昼行性动物在夜晚睡觉，而夜行性动物在白天睡觉。只要REM睡眠结束之后，身体几乎立即就恢复了稳态调节。
在一夜的睡眠中，人通常会经历4-5个REM睡眠时段，一开始的时间较短，后来逐渐增长。一些动物和一些人类在经历了一段REM睡眠之后的短时间内，会醒来或者经历非常浅的睡眠状态。REM睡眠的相对占比随年龄变化很大，新生儿的睡眠时间里超过80%都是REM睡眠。
成年人的REM睡眠时间一般占总睡眠的20%-25%，也就是每晚90-120分钟。第一段REM睡眠一般出现在入睡后约70分钟，之后会紧跟着数个时长约90分钟的週期，每一个週期中REM睡眠的时间逐渐增加。
婴儿的REM睡眠时间比成人更长，在童年期间REM睡眠的比例会明显下降。进入老年之后总的睡眠时间会有所缩短，但是REM睡眠的时间却相对固定，导致REM睡眠所占比例相对增加。

## REM睡眠剥夺的后果
对REM睡眠的剥夺，会导致尝试进入REM睡眠的次数显著增加。在允许恢复REM睡眠的夜晚，进入第三阶段睡眠和REM睡眠的速度会加快，并且经历REM反弹，也就是REM睡眠的时间会比正常情况大幅增加。这些发现一致说明，REM睡眠是生理上的必需。
REM睡眠剥夺过后，会发生一些轻度的心理紊乱，例如焦虑、易怒、产生幻觉以及无法集中精力，食欲可能增加。REM睡眠剥夺后，REM睡眠期间的毛细血管RBC流量进一步升高 。REM睡眠剥夺也可能有正面的效果，某些抑郁症状可能会因为REM睡眠剥夺而得到缓解；例如攻击性、食欲可能增加。還有分泌過多较的去甲肾上腺素，可能也是以上现象的原因。关于REM睡眠剥夺的时间长度对生理效果的影响，以及这个影响的后果本身都存在争议。许多报告指出，实验动物的REM睡眠剥夺导致了攻击性和性行为的增加。
有研究表明，极端的REM睡眠剥夺，可以改善某些类型的抑郁症症状，如果这种抑郁症是由特定神经递质失调而引起。虽然睡眠剥夺对于大部分人来说只会造成烦扰，但是它的确被反复证明可以缓解抑郁症，虽然效果是暂时的。一半以上经历了REM剥夺的被试报告说，在下一夜的睡眠之后缓解效果就消失了。研究人员们由此衍生出一些方法，例如在REM睡眠剥夺期之后的一段时间内调整睡眠时间表，并且伴以药物治疗以延长治疗效果。虽然大部分的抗抑郁药会因为它们对单胺类的作用而选择性地减少REM睡眠时间，但是在长期使用中这个效果逐渐减弱。睡眠剥夺会刺激海马迴的神经发生，类似抗抑郁药物的作用，但是目前尚不知道这个效果是否仅因为REM睡眠而产生。
对于动物的REM剥夺实验结果和人类的有些不同。动物的REM睡眠剥夺常常会导致更严重的后果。这可能是因为动物的REM睡眠剥夺时间更长（最长达70天），或者是因为动物实验中的环境比人类实验要恶劣和痛苦。例如所谓的“花瓶”（flower pot）方法，就是把实验动物放置在水面的一个平台上，这个平台很小，只要肌肉松弛就会掉到水里。这样粗暴的唤醒方式可能会引发机体中其他的变化，而不能单纯看作是某一相睡眠剥夺的效果。另一种方法是用電腦监测脑電波，一旦实验动物进入REM睡眠就通过摇晃笼子的方法让它惊醒。
有证据表明，大鼠的REM剥夺会损坏学习新材料的能力，但是对已经存在的记忆没有损害。在一个研究中，经历了REM剥夺的大鼠无法学会避免疼痛刺激，而正常情况下可以学会。在经过一夜REM剥夺之后的人类身上并没有表现出学习能力的损害。经过REM剥夺的大鼠试图进入REM睡眠的次数增多，并且表现出REM反弹。在大鼠和猫身上，REM睡眠剥夺会增加脑的兴奋度（也就是对感觉信号的放大），也就是降低清醒状态的发作阈值。在脑的兴奋度增加方面，和人体实验的结果类似。有一项研究还发现了菱脑的兴奋度增加。

## 动物的REM睡眠
REM睡眠存在于所有的陆地哺乳动物和鸟类中。不同的动物有不同的REM睡眠总时间和每一个睡眠週期的时间。捕食者比被捕食者有更长的REM睡眠时间。较大的动物的REM睡眠时间持续较长，可能是因为脑与身体较高的热容，允许它们在关闭热调节的状态下维持更长的时间。一个睡眠週期包括REM睡眠和非REM睡眠，在人类是大约90分钟，猫是22分钟，大鼠是12分钟。
在子宫内的哺乳动物会在REM睡眠中消耗每天一半以上 (50–80%)的时间。
在爬行动物中，只有龟鳖目出现了REM睡眠，他们的快速动眼期在整个睡眠时间中占到2%，同时伴随着脑电图快波。哺乳類和鳥類普遍具有这种现象，REM睡眠每晚的長度與新生兒發育的階段息息相關。舉例來說，鴨嘴獸的新生兒，尚未發育自我生存的能力，一晚有著8小時的REM睡眠；随着它年龄的增长，每天的REM睡眠逐渐缩短。相反地，海豚等鲸类的新生兒到了近乎發育完成，它們的睡眠中仍然幾乎沒有REM睡眠的發生；随着它逐渐长大，每天的快速动眼期慢慢出现并增加。

## 關於REM睡眠功用的理論
關於REM睡眠的功效有數種理論，至今尚未能有定論。

### 记忆
总的来说，睡眠有增进记忆的作用。REM睡眠对巩固非陈述性记忆、程序记忆和情绪记忆方面很重要。快速眼动期的睡眠的减少不利于巩固情绪相关的记忆。大鼠的REM睡眠可以增强睡眠之后的强化学习，特别是REM睡眠数小时，有时是几个晚上之后。在实验中，REM剥夺有时会阻碍记忆的巩固，特别是一些较复杂的任务（例如从复杂的迷宫中逃脱）。人类的REM睡眠增进记忆最好的证据，是学习新的身体运动方式（例如在蹦床上跳跃），以及新的解决问题技巧。而REM剥夺对于陈述性记忆的损害，只有在类似记忆一个长故事这样的情况下才会发生。REM睡眠可以明显地阻止这些记忆的消失。
前人对记忆系统的一种假设模型将记忆分为陈述性记忆与非陈述性记忆。早期的睡眠与记忆的研究就发现，在入睡时的NREM睡眠促进该记忆系统中的回忆任务与再认任务的成绩并在记忆任务中增强记忆保留功能。而REM睡眠会促进程序性记忆任务的成绩。
根据睡眠和记忆的“双过程假设”（dual-process hypothesis），睡眠的两个主要的相，对应两种不同的记忆。称为“Night half”的研究对这个假说进行了检验：它包括一些记忆任务，有的是在睡觉前开始，在夜半检验；也有的是在夜半开始，在早晨检验。非REM睡眠中的慢波睡眠，对于陈述性记忆似乎有重要作用。人为延长非REM睡眠，会使得已经记住的一对词组在第二天更容易回想起来。Tucker等人证明，仅仅包含非REM睡眠的白日小憩会增进陈述性记忆，但是不会增进程序记忆。根据“序列假说”（sequential hypothesis'），这两种睡眠共同帮组记忆巩固。
单胺氧化酶抑制剂（MAOIs）和三环类抗抑郁药可以阻止REM睡眠，但是这些药物并没有损害记忆的迹象。有一些研究表明MAOIs会损害记忆的“增强”。另外，对于一个因为脑干被弹片损伤而几乎没有REM睡眠的病例的研究表明，并没有发现该病例的记忆有受损迹象。（关于更多记忆和睡眠关系的评论，请见参考文献）
与REM睡眠巩固记忆的观点紧密相关，Graeme Mitchison和弗朗西斯·克里克于1983年提出：根据REM睡眠中的自发活动，它的功能应该是“去除脑皮质的神经网络中不必要的模式”，这个过程他们称作逆向学习，结果是那些有用的记忆（它们的神经基础足够稳固，可以在这些混乱的自发活动中存活）会得到巩固，脆弱的记忆则会消失，记忆中的“噪音”被抹去痕迹。异相睡眠中的记忆巩固和眼球的快速运动有特殊的联系，而眼球快速运动并非连续的。关于这个联系的一个解释是，导致眼球快速运动的PGO波也会影响记忆。REM睡眠会为基础神经网络中得逆向学习提供特别的条件，这会影响到身体的内稳态。而在深度睡眠中，存在一个称为“synaptic downscaling”的内稳态保护机制。

### 刺激中枢神经系统发育
另一种理论被称为REM睡眠的发生学假说（Ontogenetic Hypothesis），认为REM睡眠階段（嬰兒或胎兒的稱為主动睡眠（active sleep））對發育中的大腦特別重要，可能是因為它提供的刺激促進了神經系統的發展，使嬰兒或胎兒在發育時期的神經系統得以成熟。胎兒的REM從懷孕23週開始，佔據整個睡眠，直到36週才出現NREM。所以胎兒幾乎一睡著就做夢。关于主动睡眠剥夺的研究表明，早期的主动睡眠剥夺日後會產生行為偏差、失眠，以及大腦縮小等後遺症，並會造成非正常數量的神經細胞死亡。支持此理論的其他研究指出，人類REM睡眠的數量會隨著年齡增長而減少，對於其他生物來說亦然。（见下文）。
REM睡眠发生学假说的一个重要结论，就是对于成熟的脑（也就说中枢神经系统发育完成之后）来说，REM睡眠可能并没有必需的作用。然而，因为突触的可塑性在脑中各区域并不会同时停止，REM睡眠可能在成年人的神经发育中继续充当一个持续的自发刺激源。

### 防御性的僵化：梦的前驱
Tsoukalas (2012)提出，REM睡眠是一种广为人知的防御机制——假死反射在进化中的变种。这个反射也被称为动物催眠或者装死，是动物面对掠食者的最后一道防线，会表现出全身僵硬，假装已经死亡。Tsoukalas提出，从神经生理学和外观现象来看，这个反应都和REM睡眠极为相似：例如，两者都是由脑干控制，全身瘫痪状态，交感神经系统活跃，体温变化不稳定。

### 注视的转移
根据“扫描假说”（scanning hypothesis），REM睡眠中的方向性动作和注视梦中影像的移动有关。然而，快速眼动也发生在胎儿和先天的盲人身上。并且REM睡眠中的双眼视觉是非共轭的（也就是双眼并不指向同一个方向），并且没有焦点。支持这个理论的研究则表明，REM睡眠行为失调患者会将梦境表现出来，他们在有目的性的梦中，眼睛其实会注视梦中的景象。

### 其他理论
根據另一種則說，一元胺的暫停釋放是必須的，因為一元胺位在大腦中的受器在休息過後，方能夠恢復到最佳狀態。事實上，如果REM睡眠屢次被打斷，睡眠者的大腦下次會以更長時間的REM睡眠來彌補。
一些研究者指出，对于REM睡眠在脑这样复杂的系统中持续存在，表明它对于哺乳动物和鸟类的生存具有重要作用。它应该满足一种对生存来说是必需的重要生理功能，因为过长的REM睡眠剥夺会造成实验动物的死亡。对于人和实验动物来说，失去REM睡眠都会导致若干行为和生理的失常。当REM睡眠因为病理原因而失去后，实验动物的生存能力下降。所以，REM睡眠的数量和质量对于正常个体的生理非常重要。
REM睡眠的“哨兵假说”（sentinel hypothesis）由Frederick Snyder于1966年提出。它是基于对一些动物睡眠的观察（包括大鼠、刺猬、兔子和猕猴），在REM睡眠后都会紧接着一个短的清醒阶段。这个过程在人和猫身上都不会出现，虽然人类在REM睡眠阶段更容易醒来。Snyder的假说是，REM睡眠週期性地激活动物，来搜寻环境中可能的捕食者。这个假说没有解释REM睡眠中得肌肉麻痹；但是，一个合理的分析是肌肉麻痹可以防止无必要的完全清醒状态，并且接下来可以更容易地进入深度睡眠状态。
拉夫堡大学的睡眠研究者Jim Horne，认为现代人类的REM睡眠，是对清醒时寻找食物的需求减少的补偿。
其他理论包括润滑角膜、为脑加温、刺激和维持那些在清醒时没有激活的神经回路、产生内源刺激以帮助中枢神经系统生长、或者只是脑活动的无目的随意行为。

## 历史
1937年，德国科学家Richard Klaue首先发现了猫在睡眠中脑的快速电活动。1944年，Ohlmeyer报告了90分钟的睡眠超日週期，包括男性长达25分钟的勃起。1952年在芝加哥大学，欧根·阿瑟林斯基與纳瑟尼尔·克莱特曼和威廉·德门特发现了睡眠中的快速眼球运动，并且把它和梦联系在一起。这篇论文发表于1953年9月10日。
威廉·德门特发展了REM睡眠剥夺的研究，当被试的脑电波显示进入REM睡眠时将他们唤醒。他于1960年发表了“睡梦剥夺的效应”（The Effect of Dream Deprivation）。（之后的研究表明非REM睡眠的存在后，"REM睡眠剥夺"成为更常用的名词。）
米歇尔·朱维特等人在接下来的20多年内进行的神经外科实验，增加了对肌肉麻痹和脑桥被盖（pontine tegmentum）对于产生和调节异相睡眠的作用的了解。朱维特等发现，毁坏脑干中的网状结构会阻止异相睡眠。朱维特在1959年创造了“异相睡眠”这个词。1962年，他发表了文章，表明前脑被完全摘除的猫也可能出现REM睡眠。

## 另見
- 睡眠学习
- 睡眠醫學（英语：sleep medicine）
- 睡眠神经科学
- 脚桥核（PPN）
- 眼球震顫
- 多相睡眠
- 動眼減敏重整療法（EMDR）

## 延伸阅读
- Snyder F. . American Journal of Psychiatry. 1966, 123 (2): 121–142. PMID 5329927. doi:10.1176/ajp.123.2.121.
- Edward F. Pace-Schott (编). . Cambridge University Press. 2003. ISBN 0-521-00869-7.
- Koulack, D. To Catch A Dream: Explorations of Dreaming. New York, SUNY, 1991.
- Nguyen TQ, Liang CL, Marks GA. . Brain Res. 2013, 1527: 131–40. PMC 3839793 . PMID 23835499. doi:10.1016/j.brainres.2013.06.037.
- Liang CL, Marks GA. . Brain Res. 2014, 1543: 58–64. PMID 24141149. doi:10.1016/j.brainres.2013.10.019.
- Grace KP, Vanstone LE, Horner RL. . J. Neurosci. 2014, 34 (43): 14198–209. PMID 25339734. doi:10.1523/JNEUROSCI.0274-14.2014.
- Carson III, Culley C., Kirby, Roger S., Goldstein, Irwin, editors, "Textbook of Erectile Dysfunction" Oxford, U.K.; Isis Medical Media, Ltd., 1999; Moreland, R.B. & Nehra, A.; Pathosphysiology of erectile dysfunction; a molecular basis, role of NPT in maintaining potency: pp. 105–15.